# Локотьків
Локотьків — колишнє село в Україні, Чернігівському районі Чернігівської області. Підпорядковувалось Пакульській сільській раді.
Розташовувалося за 2 км на північний схід від Пакуля, на висоті бл.135 м над рівнем моря. Лежало на лівому березі р. Пакулька. Складалося з 2 вулиць, одна з яких прилучалася з півдня.
1859 року у селі було 13 дворів, мешкало 77 жителів
За даними 1983 року у селі мешкало 150 осіб. Село внаслідок аварії на ЧАЕС зазнало сильного радіаційного забруднення і увійшло до зони обов'язкового відселення. Мешканці села були переселені у село Вознесенське.
27 березня 2001 року Чернігівська обласна рада зняла село з обліку.